# Lichnofugia rufa
Lichnofugia rufa är en insektsart som beskrevs av Sigfrid Ingrisch 1998. Lichnofugia rufa ingår i släktet Lichnofugia och familjen vårtbitare. Inga underarter finns listade i Catalogue of Life.